# Exile on Main St.
Exile on Main St. – dziesiąty w Wielkiej Brytanii i dwunasty w Stanach Zjednoczonych album studyjny brytyjskiej grupy rockowej The Rolling Stones.
W 2003 album został sklasyfikowany na 7. miejscu listy 500 albumów wszech czasów dwutygodnika „Rolling Stone”.

## Lista utworów
Wszystkie utwory napisane przez duet Jagger/Richards, z wyjątkami zapisanymi w nawiasach.

### Strona 1
| 1. | „Rocks Off”                    | 4:32  |
|    |                                |       |
| 2. | „Rip This Joint”               | 2:23  |
|    |                                |       |
| 3. | „Shake Your Hips” (Slim Harpo) | 2:59  |
|    |                                |       |
| 4. | „Casino Boogie”                | 3:33  |
|    |                                |       |
| 5. | „Tumbling Dice”                | 3:45  |
|    |                                |       |
|    |                                | 17:12 |
|    |                                |       |

### Strona 2
| 1. | „Sweet Virginia”    | 4:25  |
|    |                     |       |
| 2. | „Torn and Frayed”   | 4:17  |
|    |                     |       |
| 3. | „Sweet Black Angel” | 2:54  |
|    |                     |       |
| 4. | „Loving Cup”        | 4:23  |
|    |                     |       |
|    |                     | 15:59 |
|    |                     |       |

### Strona 3
| 1. | „Happy”                                            | 3:04  |
|    |                                                    |       |
| 2. | „Turd on the Run”                                  | 2:37  |
|    |                                                    |       |
| 3. | „Ventilator Blues” (Jagger, Richards, Mick Taylor) | 3:24  |
|    |                                                    |       |
| 4. | „I Just Want to See His Face”                      | 2:52  |
|    |                                                    |       |
| 5. | „Let It Loose”                                     | 5:17  |
|    |                                                    |       |
|    |                                                    | 17:14 |
|    |                                                    |       |

### Strona 4
| 1. | „All Down the Line”                   | 3:49  |
|    |                                       |       |
| 2. | „Stop Breaking Down” (Robert Johnson) | 4:34  |
|    |                                       |       |
| 3. | „Shine a Light”                       | 4:14  |
|    |                                       |       |
| 4. | „Soul Survivor”                       | 3:49  |
|    |                                       |       |
|    |                                       | 16:26 |
|    |                                       |       |

## Personel
- Mick Jagger – śpiew, harmonijka, gitara
- Keith Richards – elektryczna gitara, akustyczna gitara, gitara basowa, śpiew, pianino
- Mick Taylor – elektryczna gitara, gitara slide, akustyczna gitara, gitara basowa
- Charlie Watts – perkusja
- Bill Wyman – gitara basowa
- Ian Stewart – pianino
- Mac Rebennack (Dr. John) – śpiew towarzyszący, pianino
- Billy Preston – pianino, organy
- Bill Plummer – gitara basowa
- Nicky Hopkins – pianino
- Clydie King – śpiew towarzyszący
- Jim Price – trąbka, puzon, organy
- Bobby Keys – saksofon, perkusja
- Amyl Nitrate – marimba
- Al Perkins – elektryczna gitara hawajska
- Jerry Kirkland – śpiew towarzyszący
- Tammi Lynn – śpiew towarzyszący
- Kathi McDonald – śpiew towarzyszący
- Jimmy Miller – perkusja, marakasy
- Vanetta Field – śpiew towarzyszący
- Shirley Goodman – śpiew towarzyszący
- Joe Green – śpiew towarzyszący
- Glyn Johns – inżynier
- Andy Johns – inżynier
- Joe Zaganno – inżynier
- Jeremy Gee – inżynier
- Robert Frank – zdjęcia
- Norman Seeff – projekt graficzny
- John Van Hamersveld – projekt graficzny

## Listy przebojów
Album
| Rok  | Lista                | Pozycja |
| ---- | -------------------- | ------- |
| 1972 | UK Top 50 Albums     | 1       |
| 1972 | Billboard Pop Albums | 1       |
| 1973 | Billboard Pop Albums | 137     |

Single
| Rok  | Single          | Lista                 | Pozycja |
| ---- | --------------- | --------------------- | ------- |
| 1972 | „Tumbling Dice” | UK Top 50 Singles     | 5       |
| 1972 | „Tumbling Dice” | The Billboard Hot 100 | 7       |
| 1972 | „Happy”         | The Billboard Hot 100 | 22      |

## Certyfikaty i sprzedaż
| Kraj                                   | Certyfikat      | Sprzedaż   |
| -------------------------------------- | --------------- | ---------- |
| Australia (ARIA) (wydanie z 2010)      | platynowa płyta | 70 000+    |
| Nowa Zelandia (RMNZ) (wydanie z 2010)  | złota płyta     | 7 500+     |
| Stany Zjednoczone (RIAA)               | platynowa płyta | 1 000 000+ |
| Wielka Brytania (BPI) (wydanie z 2010) | platynowa płyta | 300 000+   |
| Włochy (FIMI)                          | złota płyta     | 25 000+    |